# 八尾市立高安小中学校
八尾市立高安小中学校（やおしりつ たかやすしょうちゅうがっこう）は、大阪府八尾市にある義務教育学校。八尾市の東部、高安山の山麓周辺を校区としている。

## 概要
八尾市初の義務教育学校である。

## 沿革

### 略歴
2016年、八尾市立中高安小学校および八尾市立北高安小学校が統合し、八尾市立高安小学校が開校した。そして、八尾市立高安中学校とともに同一施設に移転し、両校との小中一貫教育を開始した。2019年4月1日両校は統合し、義務教育学校である八尾市立高安小中学校として開校した。

### 年表
- 2019年（平成31年・令和元年）
  - 4月1日 - 開校。
  - 4月3日 - 第1回入学式挙行。最初の新入生は、1年生（前期課程）44名、7年生（後期課程・中学1年生相当）48名の計92名[4]。
  - 4月8日 - 最初の始業式と着任式挙行。
  - 4月9日 - 最初の離任式挙行。
  - 9月29日 - 第1回後期課程体育大会（中学校運動会）開催。
  - 10月6日 - 第1回前期課程運動会（小学校運動会）開催。
- 2020年（令和2年）
  - 3月12日 - 第1回卒業証書授与式（後期課程）挙行。
  - 3月17日 - 第1回前期課程修了証書授与式（前期課程・小学校卒業式相当）挙行。
  - 3月24日 - 最初の修了式（前・後期課程）挙行。

## 教育目標

### 校訓
- 誠実・規律・自治

### 学校教育目標
- 人権を尊重し、仲間とともに主体的に行動できる子どもの育成[5]

## 学校行事
| - 4月 入学式・始業式 - 5月 - 6月 | - 7月 終業式 - 8月 - 9月 始業式 | - 10月 - 11月 - 12月 終業式 | - 1月 始業式 - 2月 - 3月 卒業式・終業式 |

## 通学区域
- 八尾市
  - 大字大窪、大字山畑、服部川、大字服部川、郡川、大字郡川 、大字千塚、大字黒谷の一部、黒谷2丁目の一部、黒谷6丁目、楽音寺・大字楽音寺、大　　　竹、水越、千塚、神立・大字神立[6]

## 交通
- 近鉄信貴線服部川駅から、約885m・約13分。
- 近鉄バス「20」系統（山本駅前～東花園駅前線）で、「太田川」バス停から、徒歩約920m・約14分。

## 学校周辺
- 八尾市教育センター
- 国道170号
- 八尾市役所高安出張所
- 八尾市立歴史民俗資料館
- 社会福祉法人幸悠会千塚こども園